# Felix Van Espen
Felix Van Espen (Herent, 25 november 1817 - Leuven, 13 juni 1857) was een Belgisch kunstschilder en beeldhouwer.

## Levensloop
Van Espen was leerling aan de Academie voor Schone Kunsten in Leuven en ondernam studiereizen in Zwitserland en Italië. Hij schilderde dierentaferelen in de trant van Eugène Verboeckhoven en landschappen waarvoor hij motieven koos uit het Leuvense, de streek rond Luik en die rond Namen, met name bos- en rotslandschappen.
Van Espen was daarnaast ook beeldhouwer. Die vakkennis kwam hem van pas toen hij in 1851 een samenwerkingsverband aanging met Severinus Van Aerschodt in diens klokkengieterij in Leuven. Net voor zijn dood goot Van Espen zeven nieuwe klokken voor de beiaard Baudelo in Gent, Van Aerschodt goot er in totaal elf voor dit klokkenspel, die in de loop van de twintigste eeuw in verval geraakte. Diverse klokken van de beiaard werden als vervangingen gebruikt in de nog bestaande beiaard Belfort van Gent.

## Tentoonstellingen (selectie)
- 1837, Douai, Salon ("Omgeving van Leuven")
- 1838, Cambrai, Salon ("Omgeving van Leuven")
- 1838, Valenciennes, Salon ("Omgeving van Leuven")

## Afbeeldingen

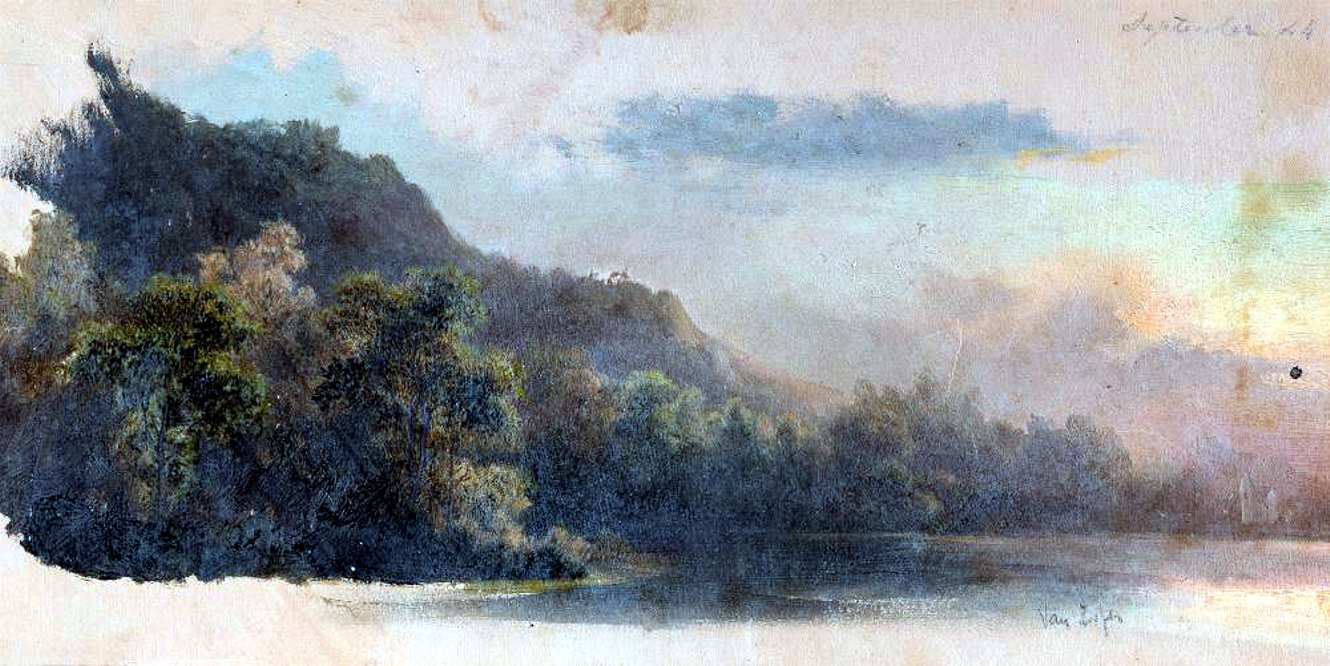
Landschap
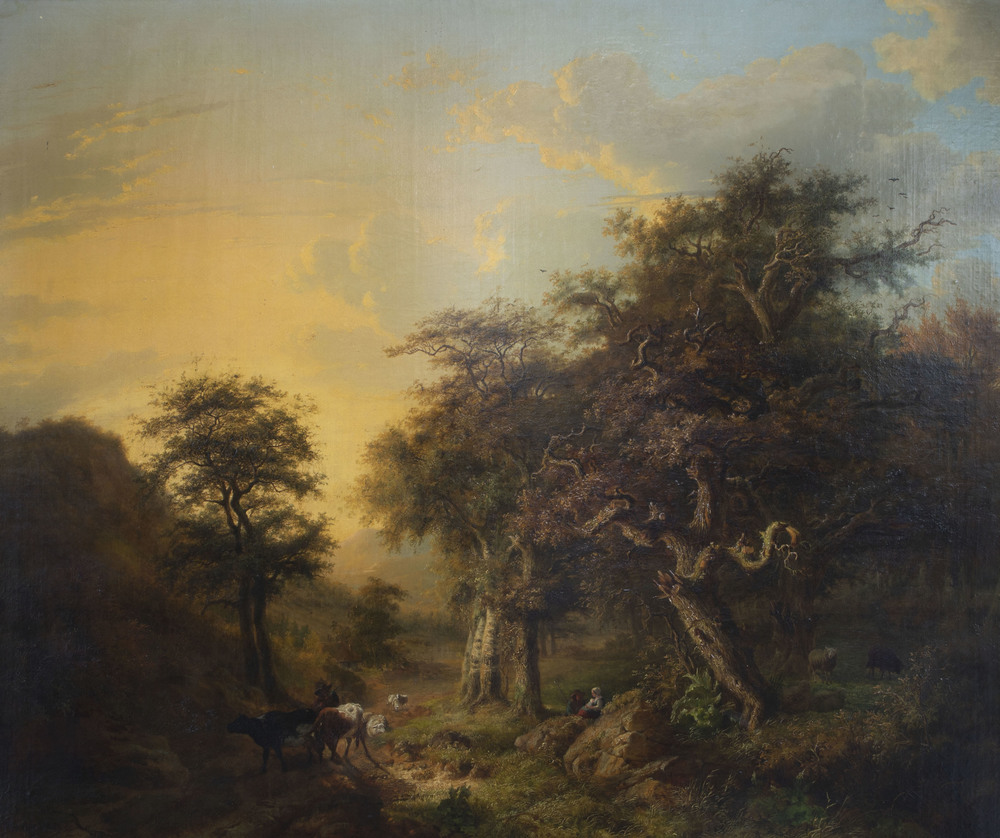
Romantisch landschap
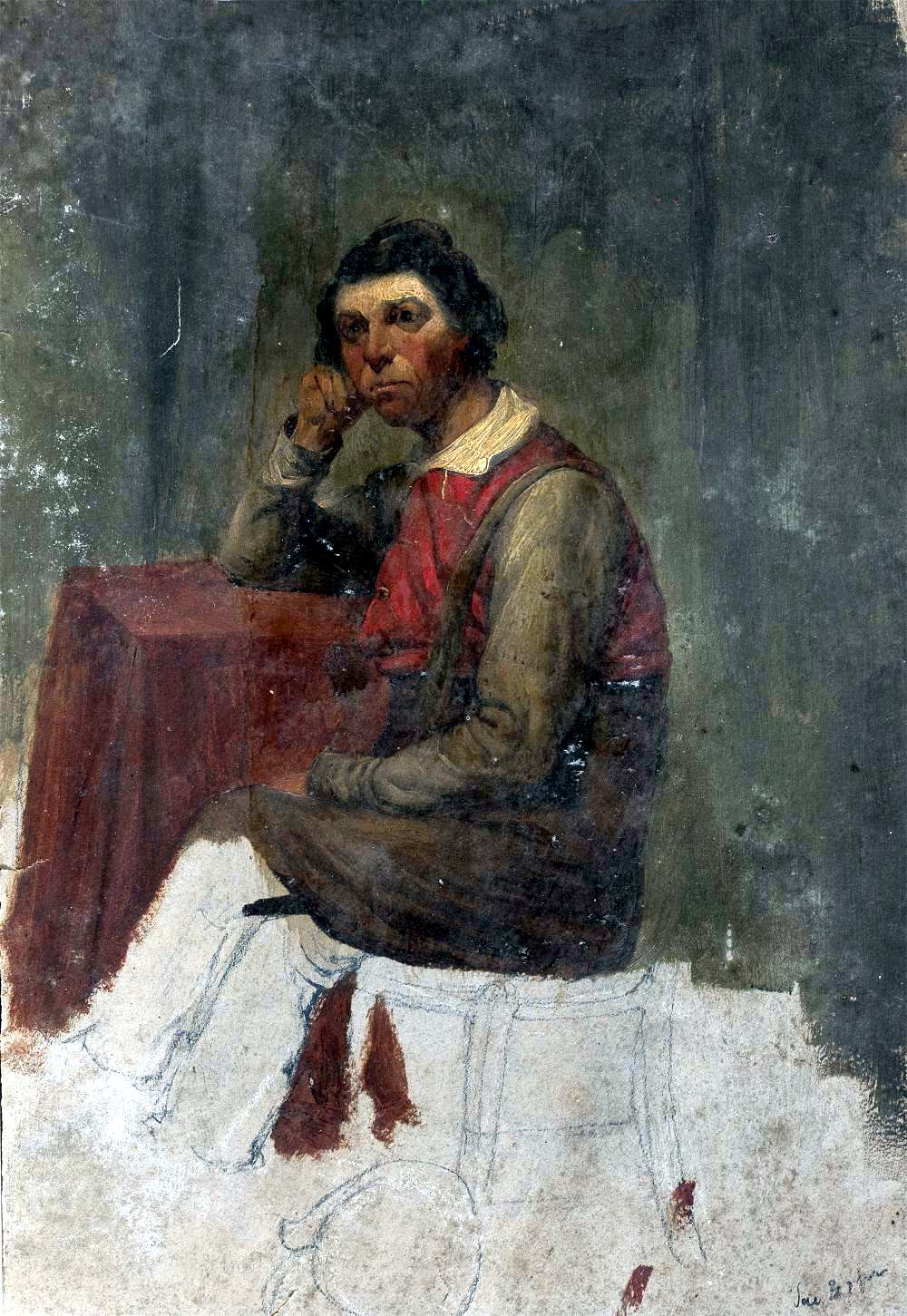
Studie van zittende man